# Вейк-ан-Зее
Вейк-ан-Зее або Вайк-ен-Зі (нід. Wijk aan Zee) — містечко на узбережжі Північного моря в муніципалітеті Бевервайк в провінції Північна Голландія у Нідерландах. Тут щороку відбувається престижний шаховий турнір Вейк-ан-Зее (колишня назва «Корус-турнір», також «Гооґовенс-турнір»).
Завдяки своєму розташуванню на березі моря, Вейк-ан-Зее став популярним місцем серед туристів. Хоча це відбивається на економіці містечка (що втілюється насамперед у великій кількості барів та готелів), Вейк-ан-Зее продовжує функціонувати більш-менш традиційно. На відміну від більшості інших приморських міст, у Вейк-ан-Зее розвинене громадянське суспільство, що проявляється у активному громадському житті.

## Назва
Дослівно назва містечка Wijk aan Zee перекладається як район на морі. Спочатку воно разом з селом Wijk aan Duin (район на дюнах) було єдиною адміністративною одиницею з назвою Wijk aan Zee en Duin (район на морі та дюнах), а з 1936 року, коли воно було включене у склад муніципалітету Бевервайк стало окремою одиницею, Wijk aan Duin же було включене у склад Бевервайка, про що зараз нагадує лише назва великої дороги Wijk aan Duinerweg у цьому районі міста.

## Культурне село Європи 1999
У 1999 році місцева влада оголосила Вейк-ан-Зее „Культурним селом Європи“ (на зразок Культурна столиця Європи), відзначаючи особливу природу сільського життя в цілому. Це було зроблено через три роки після аналогічного вчинку данського села Томмеруп, але цього разу це був великий проект. Ідея цього вчинку полягала у популяризації проживання у невеликих містечках та селах, на противагу до урбанізації. Разом з тим, цим кроком громада Вейк-ан-Зее шукала підтримку інших сіл Європейського Союзу.
Вейк-ан-Зее розпочало рух комун невеличких містечок та сіл разом з іншими населеними пунктами з Англії, Естонії, Франції, Греції, Італії, Іспанії, Німеччини, Данії, Чехії та Угорщини в спробі визначити роль і майбутнє сіл в Європі, допомагаючи також один одному у подоланні труднощів, яких зазнають невеликі місцеві громади в даний час. Щороку одному з цих сіл присвоюється звання «Культурне село Європи».

### Передісторія
Вейк-ан-Зее розташоване в тридцяти кілометрах від Амстердама і лише за три кілометри від виходу Амстердамського каналу у Північне море. З часом, важка промисловість, об'єкти якої розташовані вздовж каналу, поширилась аж до краю села. Коли плани для нової хвилі промислового підйому були оголошені в сімдесяті роки минулого століття, громада Вейк-ан-Зее спротивилась цьому. Мешканці не мали жодного бажання, щоб їхнє містечко було стерте з карти світу, вони вважали себе більш важливими, ніж промисловий розвиток. Починаючи з сімдесятих років село не менше ніж тринадцять разів входило у різноманітні плани розвитку території, які загрожували існуванню села. Свого часу за рахунок землі Вейк-ан-Зее уряд планував будівництво аеропорту, розміщення складу для зберігання забрудненого мулу, будівництво електростанції, тощо.
Саме це змусило мешканців Вейк-ан-Зее об'єднатись в спільній боротьбі за майбутнє містечка, оскільки лише сильне громадянське суспільство могло відстояти власні інтереси. З іншого боку, жителів поєднала культура. Вони вважали, що рівень культури населеного пункту залежить не від кількості театрів, музичних подій, бібліотек, чи виданих книг, але від гостинності мешканців, чи того, як люди ставляться один до одного.

### Гостинність
Визнання Вейк-ан-Зее „Культурним селом Європи“ у 1999 році мало не лише декларативний характер, але й практичну реалізацію. Щомісяця громада села зустрічала групу із 50 мешканців одного із 10 інших містечок, учасників програми, та розміщала їх у місцевих сім'ях на 3 дні. За час перебування на гостей очікувала цікава програма: прийоми, концерти, екскурсії на кораблі, святкові страви та музичні вечори, у якій брали участь не лише гості, але й місцеві мешканці.

## Географія
У десятому-одинадцятому століттях в околицях нинішнього Вейк-ан-Зее утворилося кілька параболічних дюн, які з часом перемістились вглиб країни. У басейнах, які утворили ці бархани, морською водою була нанесена глина. На цьому шарі глини почали проростати галофільні рослини, які, відмираючи, сформували шар торфу. З відступом моря і припливом прісної води з дюн, такі басейни стали відносно родючими полями, придатними для обробітку людини.
Великий луг у центрі Вейк-ан-Зее є єдиним збереженим прикладом такого природного утворення.

## Рибальське село
У середньовіччі Вейк-ан-Зее, як і більшість приморських сіл, жило з рибальства. Однак до середини дев'ятнадцятого століття через відсутність порту, воно майже припинило своє існування, програвши у конкуренції сусіднім селам.

## Відомі люди

### Уродженці
- Рійкаерт Аертс (1482-1577) — нідерландський живописець епохи Відродження.

## Цікавинки
У 1996 році в шаховому турнірі у Вейк-ан-Зее переміг Василь Іванчук, а у 2009 році Сергій Карякін.

## Галерея

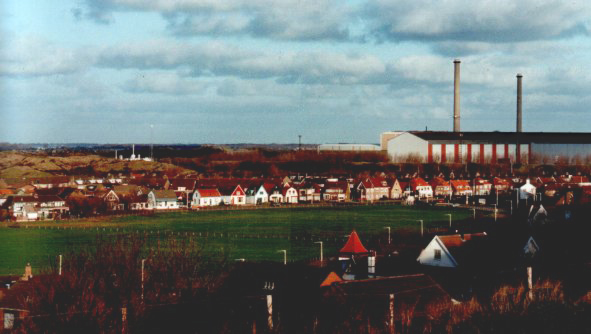
1995
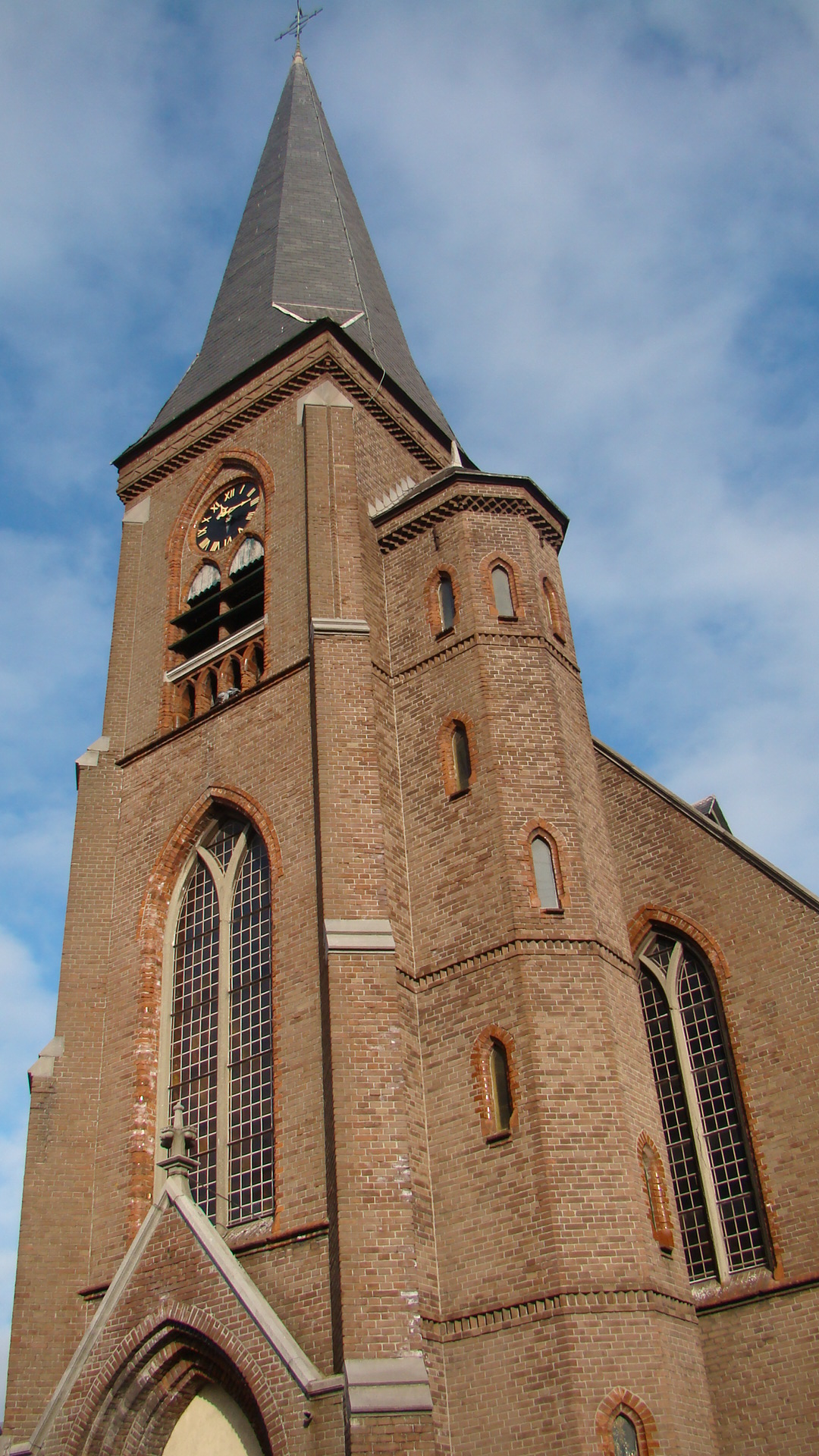
Католицький костел
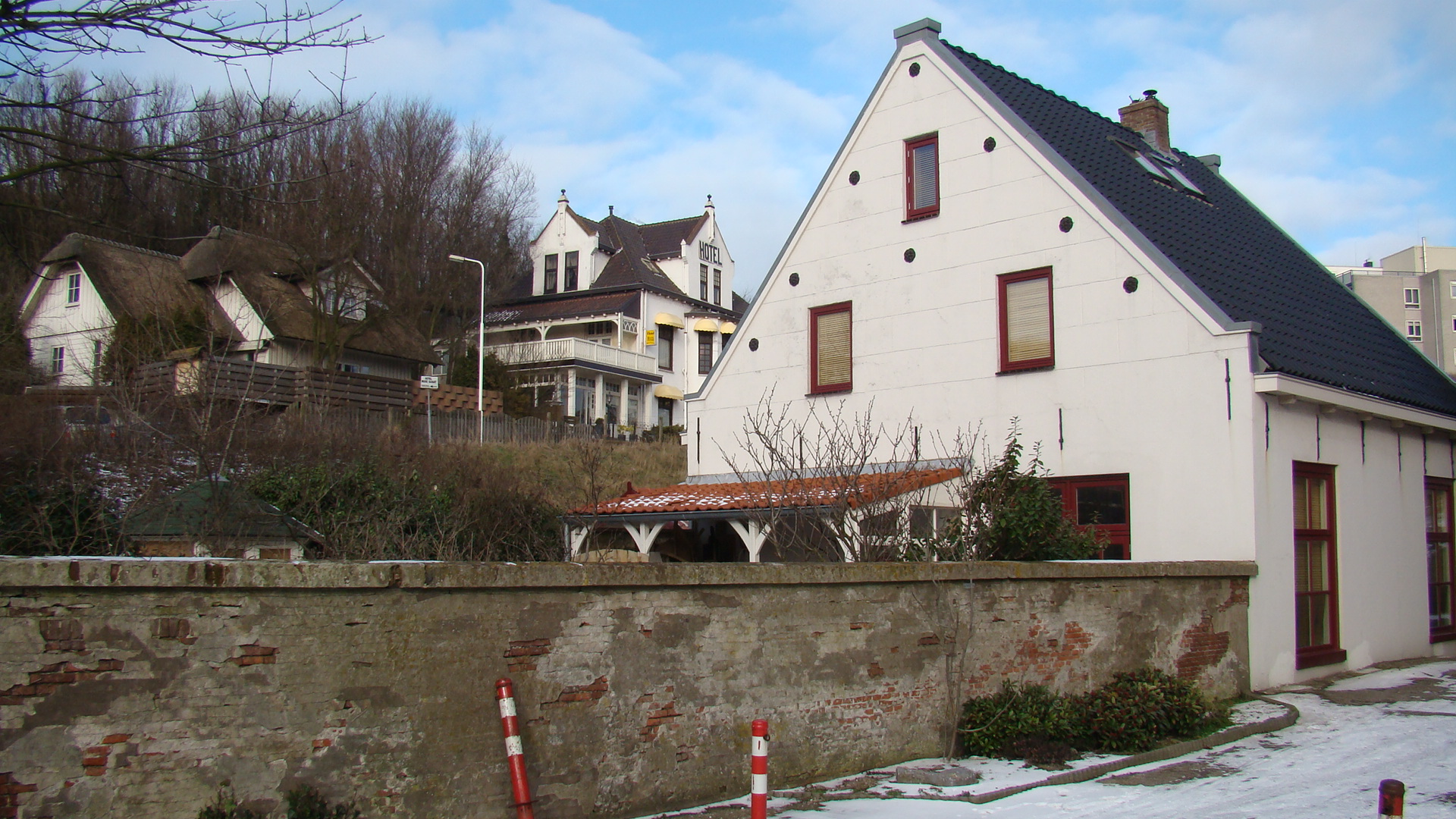
Будинки
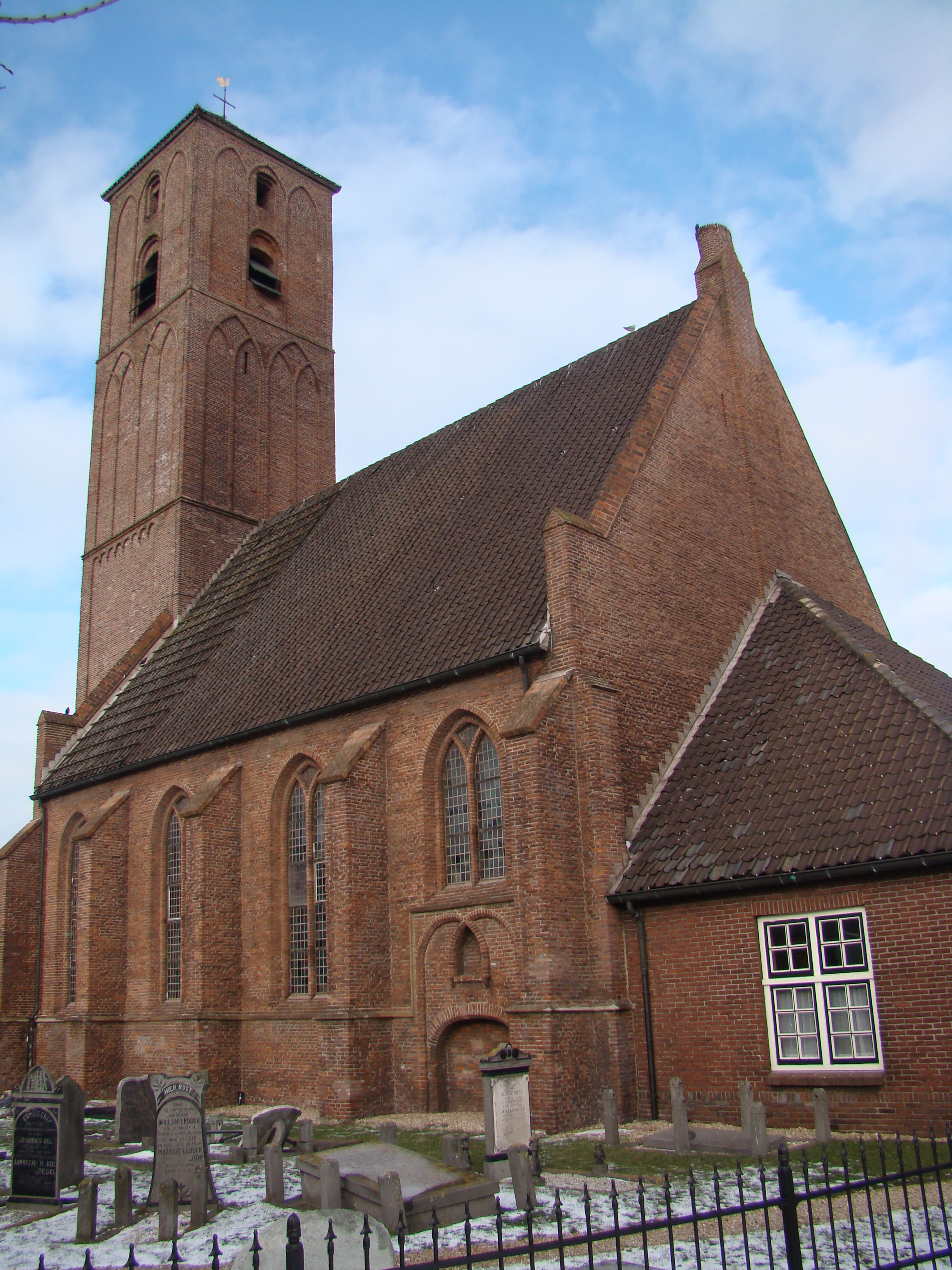
Сільська церква
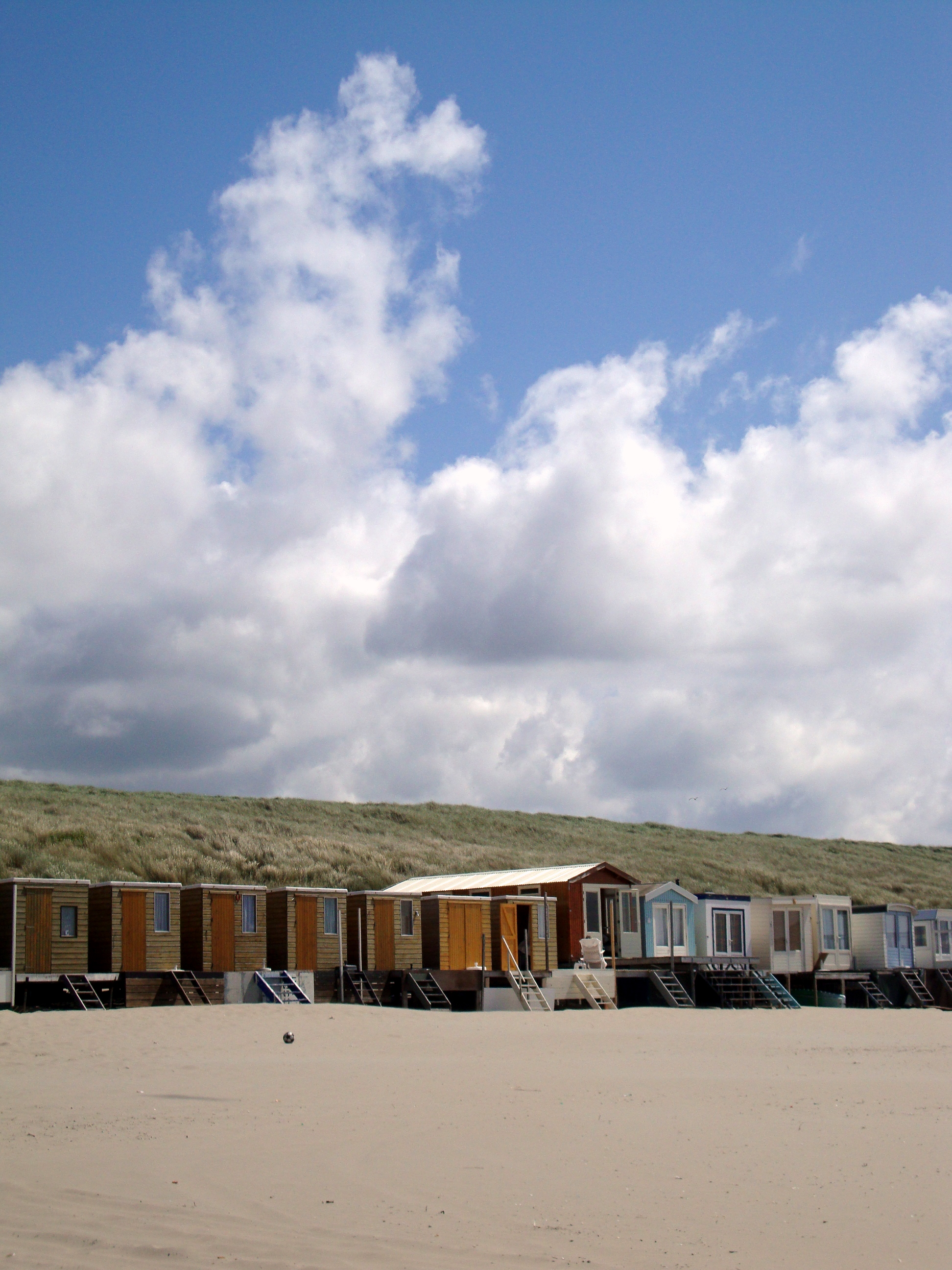
Будинки біля пляжу

## Зовнішні посилання
- Офіційний сайт [Архівовано 17 березня 2005 у Wayback Machine.] проету Культурне село Європи